# Take Me Out
『Take Me Out』（テイク・ミー・アウト）は、世界各国で放送されている恋愛バラエティ番組。番組企画およびフォーマットオーナーはフリーマントルメディア・フランス。2008年9月に、オーストラリアのNetwork Tenにて『Taken Out』のタイトルで放送開始。その後、ヨーロッパやインドネシアなどにフォーマットが販売され、各国で高視聴率を獲得した。特に、インドネシアでは好評により、男女の立場を入れ替えた『Take Him Out』、スピンオフ番組『The Dating』といった派生番組が制作されている。2010年春からは、イギリス版がITVで放送開始である。
日本ではTBSの制作で、2009年10月1日から2010年3月18日までTBS系列の「吉崎金門海峡」枠で放送されていた。本記事では、この日本版について詳述する。
なお、タイトルの「Take me out」とは、「私をデートに連れてって」という意味のスラングである。

## 概要
本番組は、「シングルマン」と呼ばれる彼女のいない男性1人がプレイヤーとなって、「ロンリーガールズ」と呼ばれる彼氏のいない女性パネリスト30人から、デートを行う1人の女性を決める恋愛バラエティ番組である。

## 番組内容
上記のとおり、デートを行う女性1名を決める。30人の女性は、登場する男性と「合わない」と判断した場合（ファイナルステージ以降はプレイヤーがその女性についてそう判断した場合）、いつでも手元のボタンを押してテーブルのランプを消すことにより意思表示を行える。ただし、一度消したランプは原則復活する事はできない。
- 第1ステージ

「シングルマン」と呼ばれる、彼女の居ない男性1人のプレイヤーがスタジオに登場し、第一印象から判定する。
- 第2ステージ

プレイヤーについてのプロフィール、経歴、趣味、好きな女性のタイプについて語る映像が流れる。
- 第3ステージ

プレイヤーの知人に、プレイヤーについて聞いたインタビュー映像が流れる。ここまででもし全員のランプが消えた場合、その時点で「アウト」となりプレイヤーは退場となる。またここまででもし女性が1人になった場合はその女性とデートを行うことを強制的に決定する。
- 第4ステージ

ここからは主導権は女性から男性へと逆転する。ファイナルステージまでに女性は3人以下に絞られていなければならないため、4人以上残った場合に男性自らボタンを押して脱落させる。
- ファイナルステージ

プレイヤーがここまでに残っているパネリストに質問をして、回答を元にデートを行う1名を決める。

## 日本版
2009年9月29日には、スタート記念の90分スペシャル（事実上の第1回）が放送された。
前番組『クイズ!時の扉』ではモノラル放送だったが、本番組からステレオ放送となった。
アナログ・デジタル共にレターボックス16:9放送（額縁放送）である。
2010年3月29日から『NEWS23X』が放送開始するため、当番組は3月18日放送分をもって打ち切られた。
また、加藤は当番組終了後同年4月から金曜19時枠にて『がっちりアカデミー!!』（現在は終了）の司会を務めており、スタッフの一部は日曜23:30枠の『革命×テレビ』（現在は終了）に移動した。

### 出演者
司会
- 加藤浩次（極楽とんぼ）（前番組『クイズ!時の扉』より続投）

ナレーター
- 田子千尋

主なロンリーガールズ
- 早坂恋子（作家・恋愛カウンセラー）
- 荒木巴（マジシャン・大道芸人）
- 川崎亜沙美（女子プロレスラー）
- 姫宮みちり（タレント）
- 渡部いずみ（タレント）
- 八木麻衣子（タレント・読者モデル）

### 放送時間
※ここでの時刻表記は、すべて日本時間とする。
第1回（90分スペシャル版）
- 2009年9月29日 火曜22時00分 - 23時24分

第2回以降（レギュラー版）
- 2009年10月1日 木曜23時30分 - 23時55分[1]

### スタッフ
- 構成：田中伊知郎、佐藤雄介、勅使河原ゆみ
- リサーチ：スコープ、PAライターズ
- 技術：阿部直樹
- SW：小川利行（ニューテレス）
- カメラ：藤本伸一（ニューテレス）
- VE：水野博道（ニューテレス）
- MIX：本間祥吾（ニューテレス）
- 照明：北澤正樹
- 編集：OMNIBUS JAPAN
- MA：Pro Cam
- 音効：ZACK
- 美術プロデューサー：伊藤隆
- 美術デザイナー：西條実
- 美術制作：桂誉和
- 装置：鈴木匡人
- 装飾：田村健治
- 電飾：西田和正
- 衣裳：横尾毅
- 持道具：貞中照美
- ヘアーメイク：大岩乃里子
- タイトルCG：MEDIACO
- 番宣：真鍋武
- 編成：阿隅訓之
- TK：野村佳乃子
- AP：崎濱かおり
- AD：井上大輔、三本管悠、岩屋友香
- ディレクター：川崎敬、加藤勉、平野晃司、壁谷公章
- 演出：春日孝夫、山口伸一郎
- 総合演出：鴨下潔
- プロデューサー：富田茂、別部時彦
- 技術協力：Pro Cam、FLT
- 美術協力：アックス
- 収録スタジオ：東京メディアシティ・TMC-K1スタジオ
- Original Format：Fremantle Media France（企画協力：石山辰吾（フリーマントルメディア））
- オープニングテーマ:「Juicebox」ザ・ストロークス
- 制作：TBS-V
- 製作著作：TBS